# Aref Ghazwini
Aref Ghazwini, pers. عارف قزوینی, właściwie: Mirza Abolghasem (ur. 1882 w Kazwinie, zm. 21 stycznia 1934 w Hamadanie) – perski poeta i śpiewak, bard rewolucji konstytucyjnej, nazywany „poetą narodowym” (szaʿer-e melli).
Jego ojciec, molla Hadi Wakil Ghazwini, odkrywszy u syna uzdolnienia deklamatorskie i muzyczne posłał go do szkoły religijnej, gdzie miano przygotować go do bycia rouze-chanem, publicznym śpiewakiem i deklamatorem opiewającym męczeństwo imama Husajna. Poza tradycyjną muzyką Aref uczył się również języka perskiego i gramatyki oraz kaligrafii (miał być zdolnym kaligrafem, który przepisywał utwory Sadiego i Hafeza). Około 1898 udał się do Teheranu, gdzie dzięki swojemu pięknemu głosowi został przedstawiony najważniejszym ludziom stolicy, włącznie z wezyrem Amin as-Soltanem. Później zwrócił na siebie uwagę Mozaffara ad-Dina (1896–1907), który wpisał go na listę królewskich paziów (farraszan-e chaluat), co sam Aref uważał jednak za niesmaczne i ostatecznie udało mu się zwolnić z tej funkcji. 
Będąc w Teheranie dzięki swym talentom śpiewaczym i deklamatorskim, trafił do grona najzamożniejszej młodzieży stolicy, gdzie zaczął pić i palić haszysz. W wieku zaledwie siedemnastu lat zawarł małżeństwo, które jednak szybko zakończyło się rozwodem. Po tym wydarzeniu jeszcze bardziej oddał się hulaszczemu życiu, ugruntowując swoją reputację chuligana, miłośnika araku i rozpustnika. Jego nieprzemyślane i pochopne stwierdzenia doprowadziły do tego, że wytoczono mu proces o wykluczenie (takfir) ze wspólnoty muzułmanów. Po pewnym czasie miał dość takiego życia i włączył się w szeregi ruchu rewolucyjnego, gdzie zaangażował się po lewej stronie skrzydła demokratycznego. W momencie nadania konstytucji w 1906 nie pisał jednak jeszcze rewolucyjnych pieśni. W tym kierunku pchnęły go dopiero dramatyczne wydarzenia lat 1908–1909, kiedy to najpierw Mohammad Ali Szah (1907–1909) zbombardował i zamknął parlament, a następnie siły rewolucjonistów zajęły Teheran i obaliły szacha. Dla uczczenia tego ostatniego wydarzenia Aref napisał „Ej Aman”, pierwszą ze swoich politycznych pieśni. Zaczął teraz wędrować z miasta do miasta i śpiewać swoje gazele i ludowe „przyśpiewki” (tasnif) na demonstracjach i rewolucyjnych spotkaniach, często przy akompaniamencie grającego na lutni (tar) Szokrollaha-chana (występował również z towarzyszeniem fortepianu, który w Iranie był nowością).
Stłumienie rewolucji przy współudziale Rosji i Wielkiej Brytanii sprawiło, że podczas I wojny światowej przyjął postawę proniemiecką i w 1916 wyemigrował do Stambułu, gdzie pozostał aż do 1919. Przez pewien czas pozostawał pod wpływem panislamizmu, jednak postępowanie Osmanów w Azerbejdżanie radykalnie zmieniło jego turkofilskie nastawienie. Powrócił do kraju i w 1921 wziął udział w chorasańskiej rewolcie pułkownika Mohammada Taghi-chana Pesjana. Po jego śmierci z rąk Kurdów napisał jeden ze swoich najsłynniejszych tasnifów. Jednocześnie poparł zamach Rezy-chana (1925-1941), wierząc iż zaprowadzi on republikę, gorzko się rozczarowując kiedy ten ogłosił się szachem.
Pod koniec życia stał się wycofany i podejrzliwy, był też opisywany jako złośliwy i porywczy. Ekscentryczny sposób bycia był zresztą zawsze częścią jego osobowości, jak pisze Věra Kubičková: „W całym kraju były znane nie tylko jego pieśni, ale i charakterystyczny styl życia – pojawiał się nieoczekiwanie i po występach i rozmowie z przyjaciółmi równie nagle znikał”. Problemy z oskrzelami, które ostatecznie uniemożliwiły mu śpiewanie, jeszcze przyczyniły się do jego rozpaczy. Pomimo swojej sławy i sukcesów swoich koncertów, które przynosiły mu solidne dochody, większość swojego życia, a szczególnie ostatnie lata, spędził w takiej nędzy, że pragnął szybkiej śmierci. Ostatecznie udał się lub został wygnany do Hamadanu, gdzie zmarł i został pochowany na dziedzińcu mauzoleum Ibn Siny.
Jego dywan został wydany w 1924 w Berlinie, z niepełną autobiografią w stylu Wyznań Rousseau. Skromny objętościowo dorobek poetycki Arefa obejmuje ok. 150 gazeli, tasnifat, gheta, kasyd i masnawi. Czasami pisał melodyjne wersy w stylu literackim, ale często wprowadzał slang pasujący do tematu i nastroju; to dlatego Mohammad Taghi Bahar opisywał go jako „poetę zwykłych ludzi”. Jego najważniejsze utwory to tasnifat (przyśpiewki), które komponował w odpowiedzi na bieżące wydarzenia polityczne i śpiewał dla wielkich i rozentuzjazmowanych tłumów. Uważa się go za pierwszego artystę dającego w Iranie publiczne koncerty. Stroficzny tasnif, śpiewany na znane powszechnie melodie, z łatwo zapadającym w pamięć refrenem, był formą poetycką bliską plebejskiemu odbiorcy. Jego treść popadła w banał, ale Aref potrafił nadać mu nową poetycką jakość, wprowadzając do niego nową tematykę i elementy stylu wyższego. Posiadał niewielką wiedzę o formalnych regułach tworzenia muzyki, ale obdarzony dobrym uchem potrafił ocenić muzykę i był oryginalnym kompozytorem. Pomimo swoich pretensji do mistrzostwa swoją sławę zawdzięczał raczej duchowi czasów i rewolucyjnej treści swoich wierszy. W swoich kompozycjach używał tradycyjnych tematów i form by dotrzeć do publiczności, doprowadzić ją do płaczu, i przekonać do działania. Tworząc dla narodu przyzwyczajonego do poetyckiego motywu zakochanego i jego ukochanej przedstawiał naród jako ukochaną, a ludzi jako jej zakochanych. To ta patriotyczna wymowa jego wierszy sprawiła, iż stał się znany jako „poeta narodowy” (szaʿer-e melli). Również wiele jego gazeli podejmuje tematykę polityczną, co tradycyjnie było zarezerwowane raczej dla kasydy. W jego masnawi można natomiast odnaleźć elementy satyry.